# میرآباد (تفتان)
میرآباد روستایی در دهستان نازیل بخش مرکزی شهرستان تفتان شهرستان تفتان استان سیستان و بلوچستان ایران است.

## جمعیت
بر پایه سرشماری عمومی نفوس و مسکن در سال ۱۳۹۵ جمعیت این روستا ۳۲۵ نفر (۹۴خانوار) بوده‌است.